# Luis Santamarina
Luis Pedro Santamarina Antoñana (26 de junho de 1942 – 6 de fevereiro de 2017) foi um ciclista espanhol. Participou nos Jogos Olímpicos de 1964, em Tóquio, onde terminou em oitavo lugar na prova de contrarrelógio por equipes (100 km).